# Buffalo Bayou
Der Buffalo Bayou ist ein 95 km langer Wasserlauf durch Houston, Texas. Er beginnt westlich von Houston bei Katy am nördlichen Rand des Fort Bend County zum Waller County und fließt nach Osten zum Houston Ship Channel. Entlang seines Laufes liegen verschiedene größere und kleiner Parks. Der Wasserstand des Bayou wird durch das Barker Reservoir oberhalb des Barker-Staudammes geregelt. Der Staudamm schützt nicht nur die Stadt vor Überflutungen, sondern dient auch dazu, im Bayou einen bestimmten Wasserstand zu halten.

## Verlauf
Vom Barker-Damm fließt der Bayou nach Osten unter der Texas State Route 6 hindurch, innerhalb des Terry Hershey Parks, der aus Flächen auf beiden Ufern zwischen der Route 6 und dem auch als Sam Houston Tollway bekannten Beltway 8 besteht. In diesem Bereich, der sich nicht zum Schwimmen eignet, ist Joggen, Radfahren und Angeln beliebt.
Zwischen dem Beltway 8 und dem Loop 610 besteht wenig Zugang zum Bayou, weil das Land entlang seiner Ufer in diesem Abschnitt im Privatbesitz ist.
Östlich des Interstate 610 durchfließt der Buffalo Bayou den Memorial Park. Eine kurze Strecke unterhalb davon ist der Fluss gesäumt vom Memorial Drive im Norden und vom Allen Parkway im Süden. Von da an durchfließt der Bayou Downtown Houston, passiert Allen’s Landing, wo der White Oak Bayou einmündet. Von da ab bis zur Mündung in den San Jacinto River steht der Bayou unter dem Einfluss der Gezeiten. Er wurde ausgebaggert und bildet einen Teil des Houston Ship Channel.

## Geschichte
Der Bayou hat eine wesentliche Bedeutung in der Geschichte von Texas, nicht nur aufgrund der Gründung der Stadt Houston, sondern auch wegen der Schlacht von San Jacinto, die an seinem Ufer in der Nähe der Mündung in den San Jacinto River gefochten wurde. Der Ausgang dieser Schlacht war entscheidend für die Unabhängigkeit des Staates Texas von Mexiko.
Der ursprüngliche Hafen von Houston lag am Zusammenfluss von Buffalo Bayou und White Oak Bayou im Zentrum von Houston in der Nähe des Campus der University of Houston-Downtown. Dieses Gebiet nennt sich Allen’s Landing und ist heute ein Park. Das Gebiet war die Keimzelle der Stadt Houston. Zahlreiche historische Stätten und Ruinen alter Hafeneinrichtungen sind an den Uferbänken des Buffalo Bayou noch heute sichtbar.
Trotz der urbanen Umgebung sind der Buffalo Bayou und die Parks um ihn herum Treffpunkt der Bewohner bei verschiedenen Festlichkeiten im Jahresverlauf. Er ist auch beliebt bei Kanufahrern und Kajakpaddlern.